# Гольдеман, Свен
Свен Го́льдеман (нем. Sven Goldemann; род. 22 июня 1969, Гамбург) — немецкий кёрлингист и тренер по кёрлингу.
В составе мужской сборной Германии участник зимних Олимпийских игр 2014 года, трёх чемпионатов мира, двух чемпионатов Европы. Чемпион Германии среди мужчин. В составе смешанной сборной Германии участник чемпионата мира 2023.
В «классическом» кёрлинге (команда из четырёх человек одного пола) играет в основном на позициях первого и второго.

## Достижения
- Квалификация на Олимпийские игры: золото в 2013 году в Фюссене (Германия)[4].
- Чемпионат Германии по кёрлингу среди мужчин: золото (2013, 2014), серебро (2015).

## Команды
| Сезон                                        | Четвёртый      | Третий           | Второй                | Первый          | Запасной                            | Турниры                                                  |
| -------------------------------------------- | -------------- | ---------------- | --------------------- | --------------- | ----------------------------------- | -------------------------------------------------------- |
| 1995—96                                      | Джонни Яр      | Свен Гольдеман   | Андреас Фельденкирхен | Тилль Томсен    | Дирк Хорнунг                        | ЧМ 1996 (9 место)                                        |
| 2005—06                                      | Кристофер Барч | Феликс Шульце    | Свен Гольдеман        | Петер Рикмерс   |                                     |                                                          |
| 2006—07                                      | Кристофер Барч | Феликс Шульце    | Свен Гольдеман        | Петер Рикмерс   |                                     |                                                          |
| 2006—07                                      | Кристофер Барч | Феликс Шульце    | Андреас Фельденкирхен | Свен Гольдеман  |                                     |                                                          |
| 2009—10                                      | Феликс Шульце  | Кристофер Барч   | Свен Гольдеман        | Петер Рикмерс   |                                     |                                                          |
| 2010—11                                      | Феликс Шульце  | Кристофер Барч   | Свен Гольдеман        | Петер Рикмерс   |                                     |                                                          |
| 2011—12                                      | Феликс Шульце  | Кристофер Барч   | Свен Гольдеман        | Петер Рикмерс   |                                     |                                                          |
| 2011—12                                      | Феликс Шульце  | Джон Яр          | Кристофер Барч        | Свен Гольдеман  | Петер Рикмерс                       | ЧЕ 2011 (7 место)                                        |
| 2011—12                                      | Феликс Шульце  | Джон Яр          | Петер Рикмерс         | Свен Гольдеман  | Кристоф Даазе тренер: Мартин Байзер | ЧМ 2012 (11 место)                                       |
| 2012—13                                      | Феликс Шульце  | Джон Яр          | Петер Рикмерс         | Свен Гольдеман  |                                     | ЧГМ 2013                                                 |
| 2013—14                                      | Феликс Шульце  | Джон Яр          | Кристофер Барч        | Свен Гольдеман  |                                     | ЧГМ 2014                                                 |
| 2013—14                                      | Феликс Шульце  | Джон Яр          | Кристофер Барч        | Свен Гольдеман  | Петер Рикмерс тренер: Мартин Байзер | ЧЕ 2013 (11 место) ЗОИ 2014 (10 место) ЧМ 2014 (8 место) |
| 2014—15                                      | Феликс Шульце  | Кристофер Барч   | Петер Рикмерс         | Свен Гольдеман  |                                     | ЧГМ 2015                                                 |
| 2015—16                                      | Феликс Шульце  | Кристофер Барч   | Петер Рикмерс         | Свен Гольдеман  |                                     |                                                          |
| Кёрлинг для смешанных команд (mixed curling) |                |                  |                       |                 |                                     |                                                          |
| 2023—24                                      | Феликс Шульце  | Йозефине Оберман | Свен Гольдеман        | Constanze Ocker |                                     | ЧМСК 2023 (13 место)                                     |
| 2024—25                                      | Свен Гольдеман | Майке Беер       | Петер Рикмерс         | Polina Ehnes    |                                     | ЧМСК 2024 (19 место)                                     |

(скипы выделены полужирным шрифтом)

## Результаты как тренера национальных сборных
| Год  | Турнир                  | Сборная            | Место |
| ---- | ----------------------- | ------------------ | ----- |
| 2017 | Зимняя Универсиада 2017 | Германия (женщины) | 8     |